# توعك تال للجهد
التوعك التالي للجهد، ويشار إليه أحيانًا بتفاقم الأعراض التالي للجهد، هو تفاقم متلازمة التعب المزمن أو أعراض كوفيد الطويل التي تحدث بعد الجهد. غالبًا ما يكون التوعك التالي للجهد شديدًا بما يكفي لإحداث إعاقة، ويُحرض من خلال الأنشطة العادية التي يتحملها الأشخاص الأصحاء عادةً. يبدأ خلال 12-48 ساعة بعد النشاط الذي يحرضه، ويستمر لأيام، لكن هذا الأمر متغير بدرجة كبيرة. يشمل تدبير التوعك التالي للجهد علاج الأعراض، ويُنصح المرضى بضبط أنشطتهم لتجنب تحريض الحالة.

## الوصف
يشمل التوعك التالي للجهد تفاقم الأعراض، وغالبًا ما يكون شديدًا بدرجة كافية للتأثير على أداء الفرد. غالبًا ما يكون الإعياء بارزًا، لكنه يعتبر «أكثر من مجرد إعياء ناتج عن عامل مجهد». تشمل الأعراض الأخرى التي قد تحدث نتيجة التوعك التالي للجهد نقيصة معرفية وأعراض شبيهة بالإنفلونزا وألم وضعف وصعوبة في النوم. رغم أن الحالة تسبب تفاقم الأعراض الموجودة عادةً، قد يعاني المرضى من بعض الأعراض بشكل حصري بسبب التوعك التالي للجهد. غالبًا ما يصف المرضى التوعك التالي للجهد بأنه «انهيار» أو «ارتكاس» أو «انتكاس».
يُحرض التوعك التالي للجهد بـ«أدنى حد» من الأنشطة البدنية أو العقلية التي كان الفرد يتحملها سابقًا، والتي يتحملها الأصحّاء عادةً، مثل حضور حدث اجتماعي أو شراء البقالة أو حتى الاستحمام. تعد كل من الضائقة العاطفية والإصابة والحرمان من النوم والالتهابات والوقوف أو الجلوس لفترات طويلة من المحرضات المحتملة الأخرى. تعد الأعراض الناتجة غير متناسبة مع النشاط المحرض وغالبًا ما تكون منهكة، وقد تجعل الفرد مقيدًا بمنزله أو بسريره حتى يتعافى.
يتباين مسار الانهيار بشكل واضح. تبدأ الأعراض عادةً بعد 12-48 ساعة من النشاط المحرض، ولكنها قد تكون فورية، أو تتأخر لمدة تصل إلى 7 أيام. يستمر التوعك التالي للجهد «عادةً لمدة يوم أو أكثر»، ولكنه قد يمتد لساعات أو أيام أو أسابيع أو شهور. يختلف كل من مستوى النشاط الذي يؤدي إلى حدوث التوعك التالي للجهد والأعراض المرافقة من فرد لآخر ولدى الفرد نفسه مع مرور الوقت. بسبب هذا التباين، قد لا يتمكن الأفراد المصابون من توقع السبب المحرض. قد يسبب هذا النمط المتغير ما بين حالات الانتكاس والهدأة تباين قدرات الفرد من يوم إلى آخر.

## التشخيص
يعد التوعك التالي للجهد علامة مميزة لمتلازمة التعب المزمن/تناذر الإرهاق المزمن وهو شائع في كوفيد الطويل.
مع ذلك، قد يصعب تقييم وجوده لأن المرضى والأطباء قد لا يكونون على دراية به. لهذا السبب، توصي منظمة الصحة العالمية بأن يسأل الأطباء مرضى كوفيد الطويل بشكل مباشر عما إذا كانت الأعراض تزداد سوءًا مع النشاط.
قد يُساعد اختبار تمارين القلب والرئة لمدة يومين في توثيق التوعك التالي للجهد، إذ يُظهر الاضطرابات الواضحة في استجابة الجسم للتمرين. مع ذلك، هناك حاجة إلى مزيدٍ من البحث حول تطوير اختبارٍ تشخيصي.

## التدبير
لا يوجد علاج محدد للتوعك التالي للجهد. يمكن لتنظيم النشاط البدني، وهي استراتيجية إدارية يخطط فيها الفرد لأنشطته بحيث تبقى ضمن حدود معينة، أن يساعد في تجنب تحريض التوعك التالي للجهد.
يجب تعديل العلاج الطبيعي للأفراد الذين يعانون من كوفيد الطويل لتجنب تحريض التوعك التالي للجهد لدى المرضى المعرضين للإصابة.